# Area delle Gravine
L'area delle Gravine è un'area naturale protetta di 26 740 ettari. Estesa nella parte nord-occidentale della provincia di Taranto, comprende le gravine dei territori di Ginosa, Laterza, Castellaneta, Palagianello, Mottola, Palagiano, Massafra, Crispiano e Statte. L'area è un sito di importanza comunitara, individuata secondo i parametri definiti dalla direttiva comunitaria nr. 92/43/CEE del Consiglio del 21 maggio 1992, relativa alla conservazione degli habitat naturali e seminaturali e della flora e della fauna selvatiche.
La gestione è ad opera della Provincia di Taranto. Alcune zone coincidono con il Parco Naturale Regionale "Terra delle Gravine", istituito con L.R. 18/2005.